# Рафаэл Тиере
Рафаэ́л Тие́ре ди Албуке́рке Ма́ркес, более известный просто как Рафаэл Тиере (порт.-браз. Rafael Thyere de Albuquerque Marques; родился 17 мая 1993 года, Жуан-Песоа, штат Параиба) — бразильский футболист, центральный защитник «Спорт Ресифи».

## Биография
Рафаэл Тиере родился в Жуан-Песоа в семье Элиодоро Маркеса и Нейты Албукерке. Любимым футболистом Рафаэл называет Тиагу Силву. Воспитанник молодёжной школы «Паулисты» из Жунидаи (штат Сан-Паулу). В 2011 году перешёл в молодёжную академию «Гремио». Через восемь месяцев, в 2012 году, подписал профессиональный контракт с «трёхцветными». Любимым футболистом Рафаэл называет Тиагу Силву.
За основной состав «Гремио» дебютировал в матче Лиги Гаушу 19 января 2014 года в поединке против «Сан-Жозе» Рафаэл вышел в стартовом составе и провёл все 90 минут. «Гремио» уступил в гостях со счётом 0:1. 27 апреля того же года сыграл в своём первом матче в чемпионате Бразилии, выйдя на замену Лукасу Коэльо на 88 минуте — «Гремио» одержал победу со счётом 2:1.
В августе 2014 года Рафаэл был отдан в аренду в «Боа», а затем переведён в «Атлетико Гоияниенсе» до конца года. За этот период он не сыграл ни в одном из матчей за эти команды, несколько раз попадая в заявки на игры Серии B.
В 2015 году Рафаэл Тиере вернулся в «Гремио». Защитник нечасто появлялся на поле, в основном выходя на замену. Так, он дважды сыграл в розыгрыше Кубка Бразилии 2016 года, который выиграли «трёхцветные» — оба раза в конце матчей, на 90-й и 92-й минутах.
В 2017 году Рафаэл получил больше игровой практики, во многом это связано с огромным количеством матчей, сыгранных «Гремио» в разных турнирах. Его команда в третий раз в истории выиграла Кубок Либертадорес. В этом турнире Рафаэл сыграл пять матчей. Из-за перебора жёлтых карточек во втором финальном матче против «Лануса» не смог сыграть основной защитник «Гремио» Вальтер Каннеманн. Его в стартовом составе успешно заменил Бресан, а Рафаэл получил возможность сыграть в решающем матче, выйдя на замену Бресану 82-й минуте. «Гремио» одержал победу 2:1 (3:1 по сумме двух матчей) и выиграл турнир.

## Достижения
- Вице-чемпион Бразилии (1): 2013 (не играл)
- Чемпион Кубка Бразилии (1): 2016
- Обладатель Кубка Либертадорес (1): 2017